# Zellenleiter
Sous l'Allemagne nazie, un Zellenleiter était un membre officiel du NSDAP chargé de la surveillance politique d'un quartier, constitué de 4 à 8 pâtés de maisons.
Les Zellenleiters avaient pour ordre de signaler aux Ortsgruppenleiter tous ceux qui critiquaient le régime nazi.